# Museo nazionale svedese di scienza e tecnologia
Il Museo Nazionale Svedese di Scienza e Tecnologia (in svedese Tekniska museet) è il più grande museo svedese di tecnologia, situato a Stoccolma. Conserva il patrimonio culturale del paese legato alla storia tecnologica e industriale e le sue gallerie si estendono per circa 10000 metri quadrati.
Ogni anno la struttura ospita circa 350000 visitatori. Le collezioni consistono in più di 55000 oggetti e manufatti, 1200 metri di scaffale di documenti d'archivio, 200000 disegni, 800000 immagini e circa 40000 libri.

## Storia
Il Tekniska museet venne fondato nel 1924 dall'Accademia reale svedese delle scienze ingegneristiche, dalla Confederazione delle imprese svedesi (ex Federazione delle industrie svedesi), dall'Associazione degli inventori svedesi e dall'Associazione svedese degli ingegneri laureati (ex Svenska Teknologföreningen – più o meno, l'Associazione Svedese dei Tecnologi). Il suo edificio attuale venne progettato in stile funzionalista dall'architetto Ragnar Hjorth e venne aperto al pubblico nel 1936. Il museo divenne una fondazione nel 1947 ed è gestito con fondi governativi dal 1964.

### Anni recenti
Nel 2016, il museo ricevette il premio per il miglior museo dell'anno, assegnato dalla sezione svedese del Consiglio internazionale dei musei e dallo Swedish Riksförbundet Sveriges museer (Associazione nazionale dei musei). La giuria elogiò l'inclusività, definendolo "il luogo preferito di tutti i piccoli geni".
Nel 2017 il museo venne premiato con il Children in Museums Award dall'International Association of Children in Museums. La giuria citò in particolare la mostra Megamind, per "il suo design di alta qualità, l'accessibilità totale e la base di una seria ricerca e sviluppo di contenuti [che] raggiunge un nuovo livello nei musei per bambini".

## Patrimonio fotografico
In possesso di oltre un milione di fotografie che documentano il progresso tecnologico e umano della Svezia e degli altri paesi sin dall'Ottocento, a partire dagli anni '10 il Tekniska Museet ha cominciato a collaborare con Wikimedia Foundation (specie con la sua sezione svedese), digitalizzando e donando migliaia di foto al portale Wikimedia Commons, disponibili sotto licenze CC: ad aprile 2025 vi sono oltre 6500 fotografie caricate.

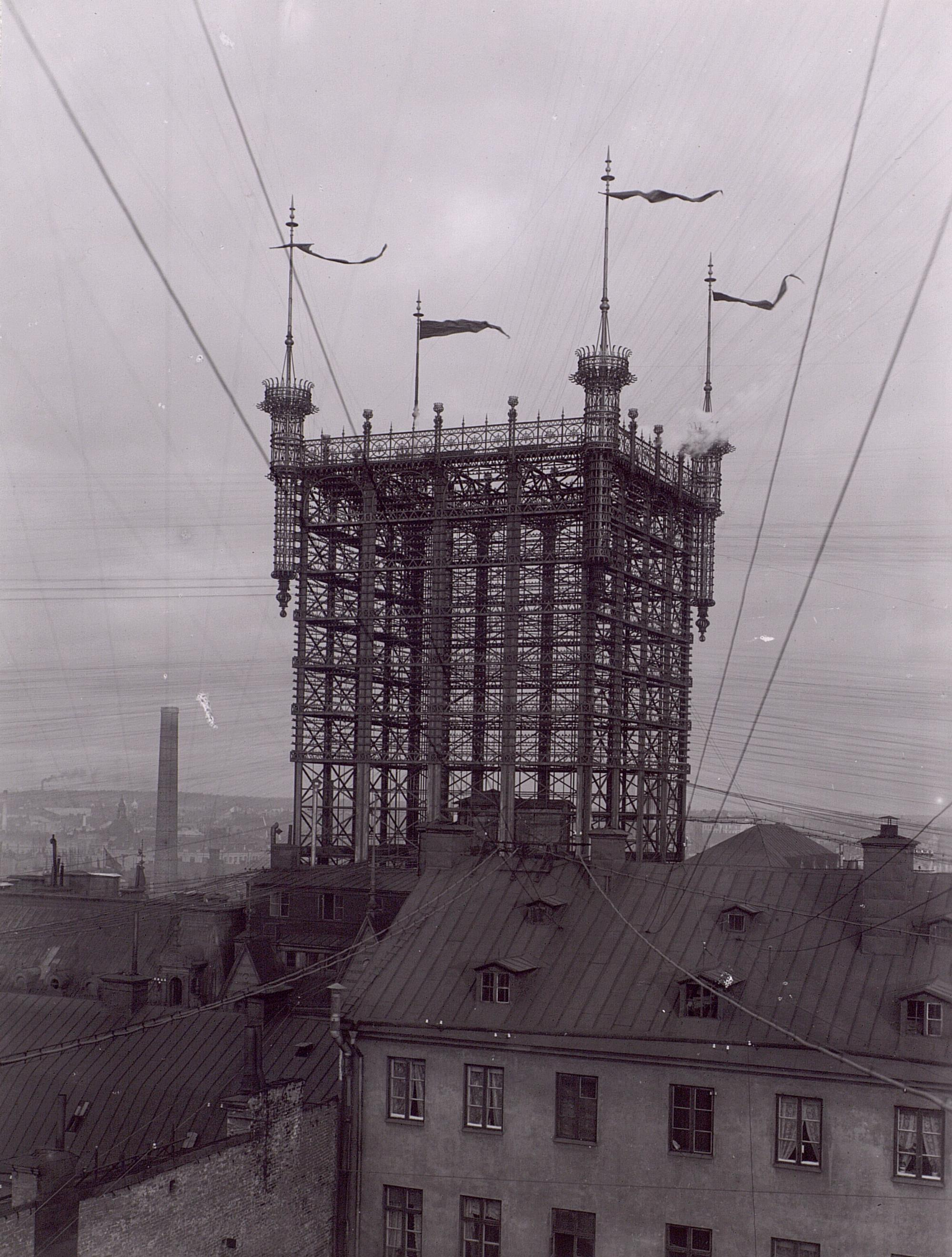
La grande Telefontornet ("Torre telefonica") di Stoccolma all'inizio del Novecento, con i cavi di tutte le utenze telefoniche della capitale che dipartono da essa verso ogni palazzo e casa. Un esempio di documentazione fotografica del Tekniska Museet resa disponibile tramite Wikimedia Commons.
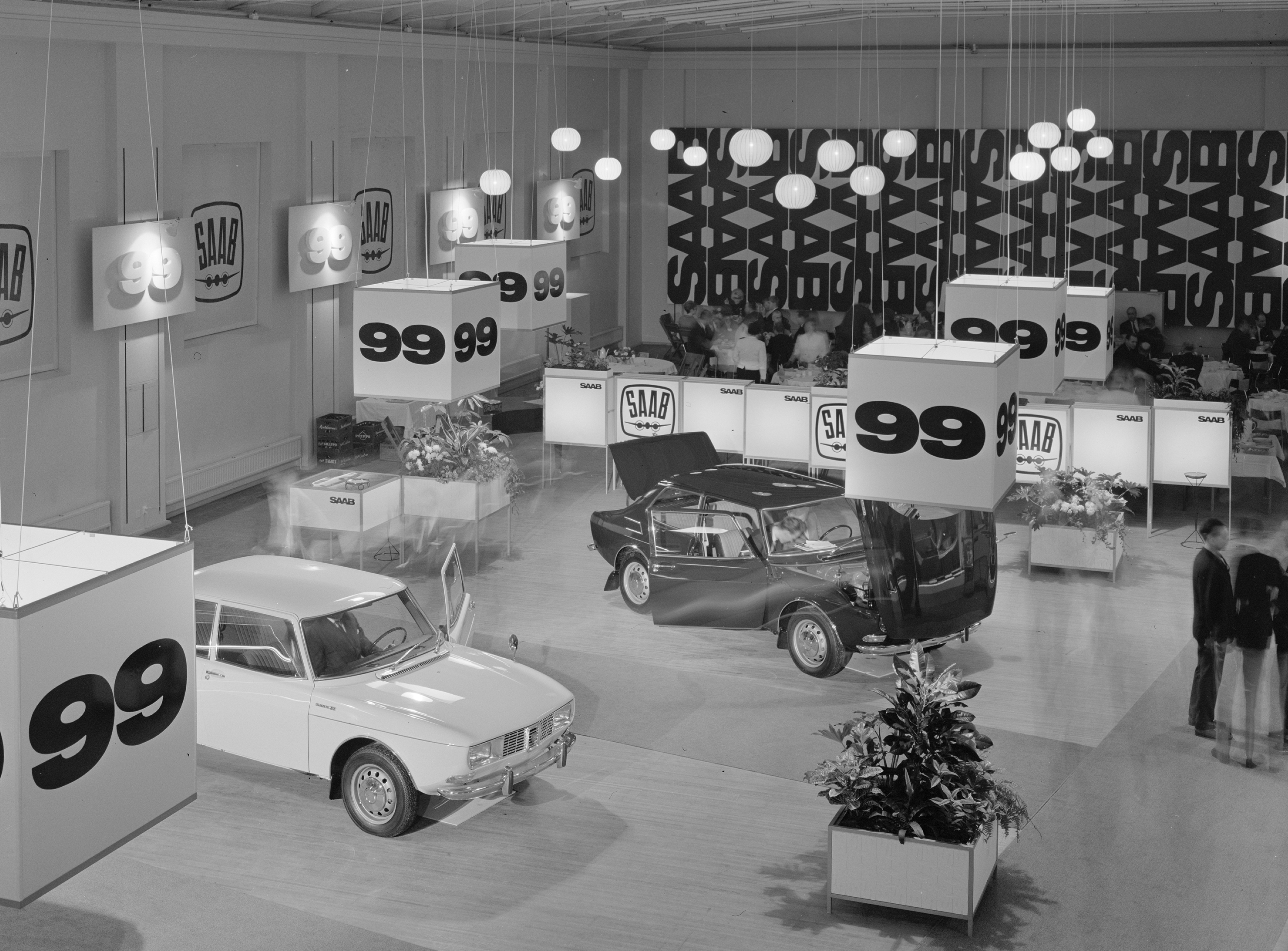
Presentazione della Saab 99 - uno dei modelli di maggior successo della casa automobilistica svedese - nel novembre 1967 al Tekniska Museet, già pronta per tutte le novità del dopo-Dagen H accaduto appena due mesi prima.
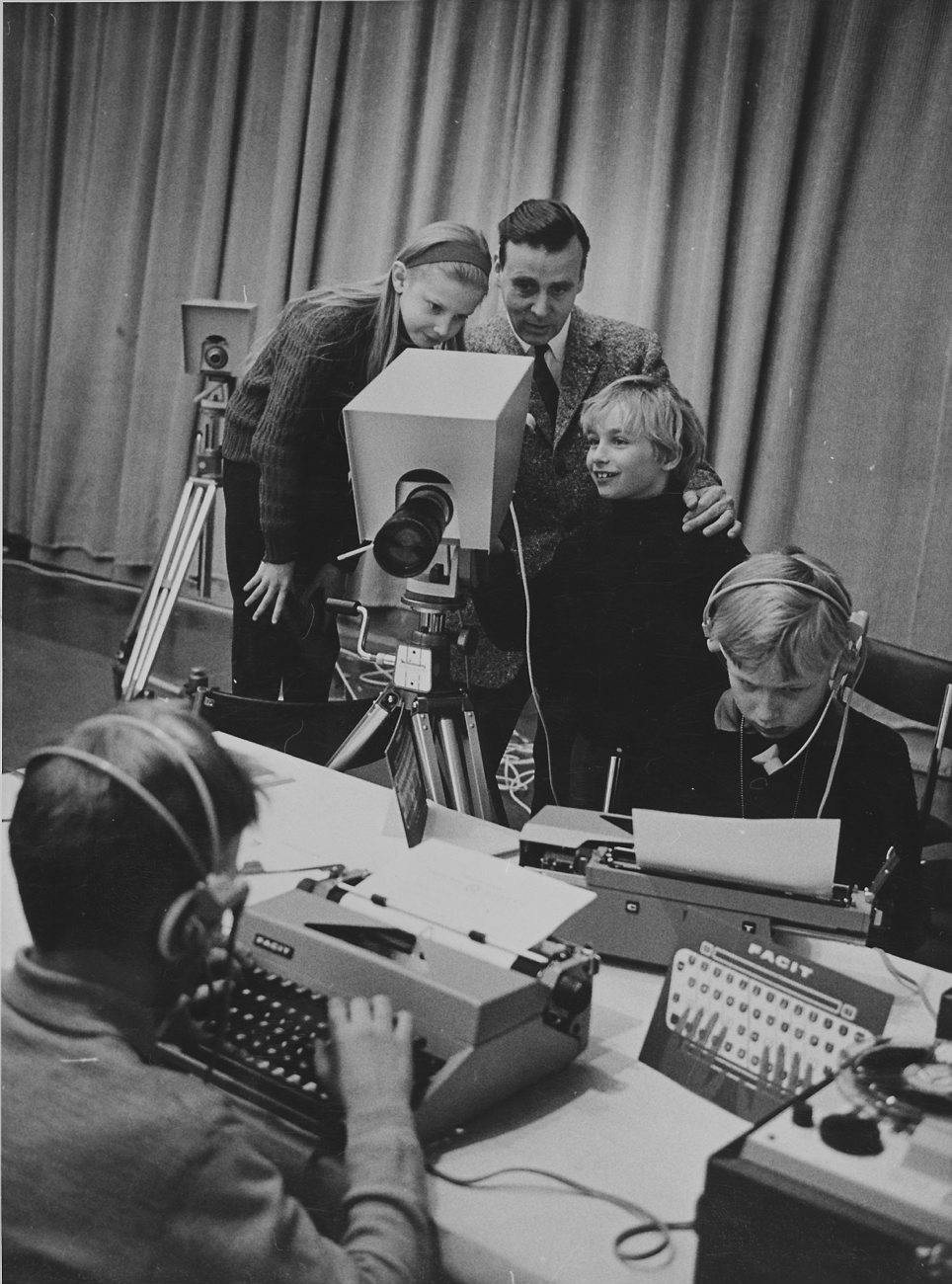
Gita scolastica al Tekniska museet, marzo 1968.